# Hongkong op de Olympische Zomerspelen 1988
Hongkong nam deel aan de Olympische Zomerspelen 1988 in Seoel, Zuid-Korea. Net als bij de zeven eerdere deelnames werd geen medaille gewonnen.

## Deelnemers en resultaten

### Atletiek
| Olympiër         | Discipline      | Resultaat | Prestatie              |
| ---------------- | --------------- | --------- | ---------------------- |
| Wing Kwong Leung | 100m (m)        | 71e       | serie 1: 6de in 10,82  |
| Wing Kwong Leung | 200m (m)        | 43e       | serie 3: 4de in 21,69  |
|                  |                 |           |                        |
| Ng Ka Yi         | 100m (v)        | 53e       | serie 3: 7de in 12,18  |
| Ng Ka Yi         | 200m (v)        | 49e       | serie 2: 8ste in 25,35 |
| Cheung Suet Yee  | 100m horden (v) | 30e       | serie 4: 8ste in 14,26 |

### Boogschieten
| Olympiër      | Discipline      | Resultaat | Prestatie                              |
| ------------- | --------------- | --------- | -------------------------------------- |
| Ming Shan Fok | individueel (m) | 77e       | plaatsingsronde: 77ste met 1108 punten |
| Chi Hung Lai  | individueel (m) | 79e       | plaatsingsronde: 79ste met 1079 punten |
|               |                 |           |                                        |
| Siu Yuk Chan  | individueel (v) | 60e       | plaatsingsronde: 60ste met 1098 punten |

### Judo
| Olympiër        | Discipline | Resultaat | Prestatie |
| --------------- | ---------- | --------- | --------- |
| Lee Kan         | -60kg (m)  | 9e        |           |
| Au Woon Yiu     | -65kg (m)  | 20e       |           |
| Chong Siao Chin | -71kg (m)  | 33e       |           |
| Lam Lap Hing    | -78kg (m)  | 14e       |           |
| Ng Chiu Fan     | -86kg (m)  | 19e       |           |

### Kanovaren
| Olympiër         | Discipline    | Resultaat | Prestatie                                                                           |
| ---------------- | ------------- | --------- | ----------------------------------------------------------------------------------- |
| Kwok Cheung Tang | K-1 500m (m)  | 16e       | serie 3: 5de in 2.01,92 herkansingen: 4de in 2.12,91 halve finale 2: 5de in 2.03,22 |
| Kwok Sun Luk     | K-1 1000m (m) | 18e       | serie 2: 6de in 4.27,84 herkansingen: 5de in 4.30,20                                |

### Schermen
| Olympiër                                                    | Discipline      | Resultaat | Prestatie                                                                          |
| ----------------------------------------------------------- | --------------- | --------- | ---------------------------------------------------------------------------------- |
| Tang Wing Keung                                             | degen (m)       | 77e       | 1ste ronde groep 11: 6de met 0 overwinningen                                       |
| Tong King King                                              | degen (m)       | 64e       | 1ste ronde groep 10: 5de met 1 overwinning                                         |
| Chan Kai Sang                                               | degen (m)       | 59e       | 1ste ronde groep 12: 4de met 1 overwinning kwartfinale 11: 5de met 0 overwinningen |
| Chan Kai Sang Choy Kam Shing Tang Wing Keung Tong King King | degen team (m)  | 17e       | 1ste ronde groep 5: 3de met 0 overwinningen                                        |
| Weng Tak Fung                                               | floret (m)      | 65e       | 1ste ronde groep 10: 6de met 0 overwinningen                                       |
| Lee Chung Man                                               | floret (m)      | 57e       | 1ste ronde groep 12: 6de met 1 overwinning                                         |
| Choy Kam Shing                                              | floret (m)      | 53e       | 1ste ronde groep 6: 5de met 1 overwinning                                          |
| Choy Kam Shing Lee Chung Man Tong King King Weng Tak Fung   | floret team (m) | 16e       | 1ste ronde groep 2: 4de met 0 overwinningen                                        |
|                                                             |                 |           |                                                                                    |
| Yung Yim King                                               | floret (v)      | 45e       | 1ste ronde groep 3: 5de met 0 overwinningen                                        |

### Schietsport
| Olympiër        | Discipline      | Resultaat | Prestatie                                              |
| --------------- | --------------- | --------- | ------------------------------------------------------ |
| U. G. King Hung | 50m pistool (m) | 29e       | kwalificatie: 29ste met 552 punten (91-90-90-95-94-92) |

### Schoonspringen
| Olympiër       | Discipline   | Resultaat | Prestatie                          |
| -------------- | ------------ | --------- | ---------------------------------- |
| Kei Shan Tang  | 3m plank (m) | 34e       | voorronde: 34ste met 298,08 punten |
| Kin Chung Wong | 3m plank (m) | 35e       | voorronde: 35ste met 263,16 punten |

### Tafeltennis
| Olympiër                    | Discipline     | Resultaat | Prestatie |
| --------------------------- | -------------- | --------- | --- |
| Liu Fuk Man                 | enkelspel (m)  | 17e       | groep H: 3de V van YUG Lupulesku: 0-3 V van JPN Ono: 2-3 W van CHI Núñez: 3-0 W van KOR Kim: 3-1 W van URS Mazunov: 3-2 W van ITA Costantini: 3-0 W van JAM Jones: 3-0                                                              |
| Lo Chuen Tsung              | enkelspel (m)  | 17e       | groep C: 3de V van AUT Ding: 2-3 W van HUN Harczi: 3-0 W van TPE Wu: 3-1 V van CHN Chen: 2-3 W van NGR Bankole: 3-0 W van IRQ Hussain: 3-0 W van MRI Choy: 3-0                                                                      |
| Vong Vong Ju                | enkelspel (m)  | 33e       | groep G: 5de V van KOR Yoo: 0-3 V van POL Kucharski: 1-3 V van TCH Panský: 1-3 W van CAN Ng: 3-2 V van GBR Prean: 0-3 W van DOM Alvarez: 3-2 W van TUN Sta: 3-0                                                                     |
| Liu Fuk Man Chan Chi Ming   | dubbelspel (m) | 25e       | groep A: 7de V van SWE Lindh/Persson: 0-2 V van JPN Miyazaki/Ono: 0-2 V van CHN Chen/Wei: 0-2 V van HUN Klampár/Kriston: 0-2 V van IND Ghorpade/Mehta: 0-2 V van GBR Prean/Cooke: 0-2 W van TUN Beltaief/Sta: 2-1                   |
| Lo Chuen Tsung Vong Lu Veng | dubbelspel (m) | 21e       | groep D: 6de V van KOR Nam-Kyu/Jae-Hyung: 0-2 V van POL Grubba/Kuchars: 0-2 V van FRG Fetzner/Roßkopf: 1-2 V van JPN Saito/Watanabe: 0-2 W van CHI Gambra/Nunez: 0-2 V van BRA Kano/Kawai: 0-2 W van NGR Adeyemo/Bankole: 2-0       |
|                             |                |           | |
| Hui So Hung                 | enkelspel (v)  | 25e       | groep B: 4de V van KOR Yang: 0-3 V van TCH Kasalová: 2-3 V van TPE Lin: 1-3 W van VEN Popper: 3-0 W van JOR Al-Duqom: 3-0 |
| Mok Ka Sha                  | enkelspel (v)  | 9e        | groep D: 2de W van AUS Tepper: 3-0 V van CHN Li: 0-3 W van JPN Ishida: 3-0 W van MAS Wai Cheng: 3-0 W van GHA Offel: 3-0 2de ronde: V van URS Abbate-Bulatova: 2-3 (21-17, 14-21, 24-22, 15-21, 10-21)                              |
| Mok Ka Sha Hui So Hung      | dubbelspel (v) | 25e       | groep A: 6de V van KOR Young-Ja/Jung-Hwa: 0-2 V van URS Boulatova/Kovtoun: 1-2 V van YUG Fazlić/Perkučin: 0-2 V van AUS Tepper/Bisiach: 1-2 V van TPE Hsiu-Yu/Li-ju: 1-2 V van HUN Batorfi/Urban: 0-2 W van NGR Owolabi/Akanmu: 2-0 |

### Wielersport
| Olympiër                                              | Discipline         | Resultaat | Prestatie |
| Weg                                                   | Weg                | Weg       | Weg       |
| ----------------------------------------------------- | ------------------ | --------- | --------- |
| Chow Tai Ming                                         | wegwedstrijd (m)   | 55e       | 4:32.56   |
| Hung Chung Yam                                        | wegwedstrijd (m)   | 12e       | 4:32.46   |
| Leung Hung Tak                                        | wegwedstrijd (m)   | 50e       | 4:32.56   |
| Hui Chak Bor Hung Chung Yam Leung Hung Tak Yu Kau Wai | ploegentijdrit (m) | 25e       | 2:16.43,6 |

### Zeilen
| Olympiër                       | Discipline      | Resultaat | Prestatie                            |
| ------------------------------ | --------------- | --------- | ------------------------------------ |
| Sam Tak Sum Wong               | divisie II (m)  | 39e       | 253 punten: (37-33-34-31-DNF-36-DNF) |
| Nicholas Bryan                 | finn (m)        | 27e       | 178 punten: (26-26-25-27-23-24-18)   |
|                                |                 |           |                                      |
| Eric Lockeyear Timothy Parsons | flying dutchman | 21e       | 152 punten: (20-20-20-21-18-19-19)   |

### Zwemmen
| Olympiër                                                    | Discipline            | Resultaat | Prestatie                |
| ----------------------------------------------------------- | --------------------- | --------- | ------------------------ |
| Li Khai Kam                                                 | 50m vrije slag (m)    | 35e       | serie 5: 3de in 24,30    |
| Michael Wright                                              | 50m vrije slag (m)    | 39e       | serie 5: 5de in 24,47    |
| Li Khai Kam                                                 | 100m vrije slag (m)   | 50e       | serie 4: 4de in 53,70    |
| Michael Wright                                              | 100m vrije slag (m)   | 49e       | serie 4: 3de in 53,64    |
| Tsang Yi Ming                                               | 200m vrije slag (m)   | 56e       | serie 2: 7de in 2.01,02  |
| Arthur Li Kai Yien                                          | 200m vrije slag (m)   | 51e       | serie 2: 5de in 1.58,10  |
| Arthur Li Kai Yien                                          | 400m vrije slag (m)   | 45e       | serie 2: 5de in 4.18,50  |
| Yip Hor Man                                                 | 100m rugslag (m)      | 42e       | serie 2: 3de in 1.01,91  |
| Watt Kam Sing                                               | 100m schoolslag (m)   | 52e       | serie 2: 5de in 1.08,03  |
| Watt Kam Sing                                               | 200m schoolslag (m)   | 48e       | serie 2: 7de in 2.30,78  |
| Tsang Yi Ming                                               | 100m vlinderslag (m)  | 39e       | serie 3: 6de in 57,84    |
| Yip Hor Man                                                 | 200m wisselslag (m)   | 40e       | serie 4: 7de in 2.14,65  |
| Arthur Li Kai Yien                                          | 200m wisselslag (m)   | 48e       | serie 3: 7de in 2.17,10  |
| Michael Wright Li Khai Kam Arthur Li Kai Yien Tsang Yi Ming | 4x100m vrije slag (m) | 16e       | serie 2: 6de in 3.34,78  |
| Yip Hor Man Watt Kam Sing Tsang Yi Ming Michael Wright      | 4x100m wisselslag (m) | 22e       | serie 4: 8ste in 4.05,28 |
|                                                             |                       |           |                          |
| Hung Cee Kay                                                | 50m vrije slag (v)    | 35e       | serie 3: 3de in 28,15    |
| Tsang Wing Sze                                              | 50m vrije slag (v)    | 45e       | serie 3: 7de in 29,14    |
| Hung Cee Kay                                                | 100m vrije slag (v)   | 42e       | serie 4: 8ste in 1.00,18 |
| Fenella Ng                                                  | 100m vrije slag (v)   | 45e       | serie 3: 5de in 1.01,27  |
| Hung Cee Kay                                                | 200m vrije slag (v)   | 42e       | serie 2: 8ste in 2.13,61 |
| Fenella Ng                                                  | 200m vrije slag (v)   | 36e       | serie 2: 3de in 2.10,43  |
| Tsang Wing Sze                                              | 100m rugslag (v)      | 35e       | serie 2: 3de in 1.10,50  |
| Hung Cee Kay                                                | 100m vlinderslag (v)  | 31e       | serie 2: 7de in 1.06,94  |
| Annemarie Munk                                              | 100m vlinderslag (v)  | 36e       | serie 1: 4de in 1.08,35  |
| Annemarie Munk                                              | 200m wisselslag (v)   | 32e       | serie 1: 4de in 2.34,32  |
| Annemarie Munk                                              | 400m wisselslag (v)   | 29e       | serie 1: 6de in 5.24,11  |
| Hung Cee Kay Fenella Ng Tsang Wing Sze Annemarie Munk       | 4x100m vrije slag (v) | 14e       | serie 2: 8ste in 4.08,58 |

Afghanistan · Algerije · Amerikaanse Maagdeneilanden · Amerikaans-Samoa · Andorra · Angola · Antigua en Barbuda · Argentinië · Aruba · Australië · Bahama’s · Bahrein · Bangladesh · Barbados · België · Belize · Benin · Bermuda · Bhutan · Birma · Bolivia · Bondsrepubliek Duitsland · Botswana · Brazilië · Britse Maagdeneilanden · Brunei · Bulgarije · Burkina Faso · Canada · Centraal-Afrikaanse Republiek · Chili · China · Chinees Taipei · Colombia · Congo-Brazzaville · Cookeilanden · Costa Rica · Cyprus · Denemarken · Djibouti · Dominicaanse Republiek · Duitse Democratische Republiek · Ecuador · Egypte · El Salvador · Equatoriaal-Guinea · Fiji · Filipijnen · Finland · Frankrijk · Gabon · Gambia · Ghana · Grenada · Griekenland · Groot-Brittannië · Guam · Guatemala · Guinee · Guyana · Haïti · Honduras · Hongarije · Hongkong · Ierland · IJsland · India · Indonesië · Irak · Iran · Israël · Italië · Ivoorkust · Jamaica · Japan · Joegoslavië · Jordanië · Kaaimaneilanden · Kameroen · Kenia · Koeweit · Laos · Lesotho · Libanon · Liberia · Libië · Liechtenstein · Luxemburg · Malawi · Malediven · Maleisië · Mali · Malta · Marokko · Mauritanië · Mauritius · Mexico · Monaco · Mongolië · Mozambique · Nederland · Nederlandse Antillen · Nepal · Nieuw-Zeeland · Niger · Nigeria · Noord-Jemen · Noorwegen · Oeganda · Oman · Oostenrijk · Pakistan · Panama · Papoea-Nieuw-Guinea · Paraguay · Peru · Polen · Portugal · Puerto Rico · Qatar · Roemenië · Rwanda · Saint Vincent en de Grenadines · Salomonseilanden · Samoa · San Marino · Saoedi-Arabië · Senegal · Sierra Leone · Singapore · Soedan · Somalië · Sovjet-Unie · Spanje · Sri Lanka · Suriname · Swaziland · Syrië · Tanzania · Thailand · Togo · Tonga · Trinidad en Tobago · Tsjaad · Tsjecho-Slowakije · Tunesië · Turkije · Uruguay · Vanuatu · Venezuela · Verenigde Arabische Emiraten · Verenigde Staten · Vietnam · Zaïre · Zambia · Zimbabwe · Zuid-Jemen · Zuid-Korea · Zweden · Zwitserland